# Nội Thôn
Nội Thôn là một xã thuộc huyện Hà Quảng, tỉnh Cao Bằng, Việt Nam.

## Địa lý
Xã Nội Thôn nằm ở phía đông bắc huyện Hà Quảng, có vị trí địa lý:
- Phía đông giáp xã Tổng Cọt
- Phía tây giáp xã xã Lũng Nặm
- Phía nam giáp các xã Hồng Sỹ, Thượng Thôn và Tổng Cọt
- Phía bắc giáp Trung Quốc và xã Cải Viên.

Xã Nội Thôn có diện tích 35,23 km², dân số năm 2019 là 1.840 người, mật độ dân số đạt 52 người/km².
Trên địa bàn xã có các ngọn núi như Cà Tểnh, Khuổi Phia, Lũng Chuông, Phia Bốc, Phia Bưng, Phia Théc, Phia Ung, Phia Rừu, Tu Thìu, Lũng Pết. Tuyến tỉnh lộ 210 chạy qua địa bàn phía nam theo chiều đông - tây.

## Hành chính
Xã Nội Thôn được chia thành 9 xóm: Cả Tiểng, Làng Lỵ - Khản Sả, Lũng Chuống - Tểnh Po - Lũng Pụng, Lũng Rì, Lũng Rại, Pác Tụ - Ngườm Vài - Lũng Xuân, Rủ Rả, Pác Hoan, Lũng Mảo - Tiểng Lằm.

## Lịch sử
Sau năm 1975, Nội Thôn là một xã thuộc huyện Hà Quảng.
Đến năm 2019, xã Nội Thôn được chia thành 10 xóm: Cà Rẻ, Cả Tiểng, Làng Lỵ - Khản Sả, Lũng Chuống - Tểnh Po - Lũng Pụng, Lũng Rì, Lũng Rại, Pác Tụ - Ngườm Vài - Lũng Xuân, Rủ Rả, Pác Hoan, Lũng Mảo - Tiểng Lằm.
Ngày 9 tháng 9 năm 2019, Hội đồng Nhân dân tỉnh Cao Bằng ban hành Nghị quyết số 27/NQ-HĐND về việc sáp nhập xóm Cả Rẻ vào xóm Pác Hoan.